# Purino Party
《Purino Party》是日本遊戲公司FrontWing於2016年6月23日發售的三消類型美少女遊戲，同公司旗下遊戲《Pure Girl》和《Innocent Girl》的跨界作品。

## 系統
遊戲主要分成視覺小說和消除類遊戲，過場劇情是以視覺小說來進行，在劇情途中的對話選項會影響之後三消遊戲的難度。玩家可以選擇女主角來進行數場三消遊戲，每完成遊戲後可以解開CG做為獎勵，18禁CG需要DLC來解鎖。

## 角色

### Pure Girl角色
久千房夜霧（聲優：桃井莓）
身高：166cm，三圍：B88（F）/W58/H83，生日：12月5日，血型：A型
星月空（聲優：桃也みなみ）
身高：149cm，三圍：B82（C）/W53/H85，生日：10月11日，血型：B型
京都（聲優：ヒマリ）
身高：155cm，三圍：B85（D）/W57/H84，生日：6月12日，血型：O型
芽上鈴（聲優：御苑生芽衣）
身高：160cm，三圍：B95（H）/W60/H88，生日：1月18日，血型：AB型
花雞塚圭（聲優：かわしまりの）
身高：162cm，三圍：B77（B）/W56/H76，生日：5月1日，血型：A型

### Innocent Girl角色
綾代篝（聲優：桃井莓）
身高：150cm，三圍：B77（C）/W50/H75，生日：10月25日，血型：AB型
七海雛子（聲優：小倉結衣）
身高：158cm，三圍：B86（E）/W56/H85，生日：9月6日，血型：B型
御堂小乃香
身高：160cm，三圍：B90（F）/W58/H88，生日：10月22日，血型：A型
逢坂鼎（聲優：御苑生芽衣）
身高：169.99cm，三圍：B95（G）/W63/H89，生日：8月1日，血型：B型

## 主題曲
插入曲「One-Chance!!」
作詞：KOTOKO，作曲、編曲：藤田淳平，主唱：KOTOKO＆佐藤裕美
插入曲「Art as ♡」
作詞、主唱：KOTOKO，作曲、編曲：藤田淳平
片尾曲「Everlasting Memories」
作詞：桑島由一，作曲、編曲：ARM，主唱：Ayumi.

## 外部連結
- 官方網站（页面存档备份，存于）（英文）